# IC 2970
IC 2970 — галактика типу NF (в процесі підтвердження) у сузір'ї Чаша.
Цей об'єкт міститься в оригінальній редакції індексного каталогу.